# Manfred Enderle

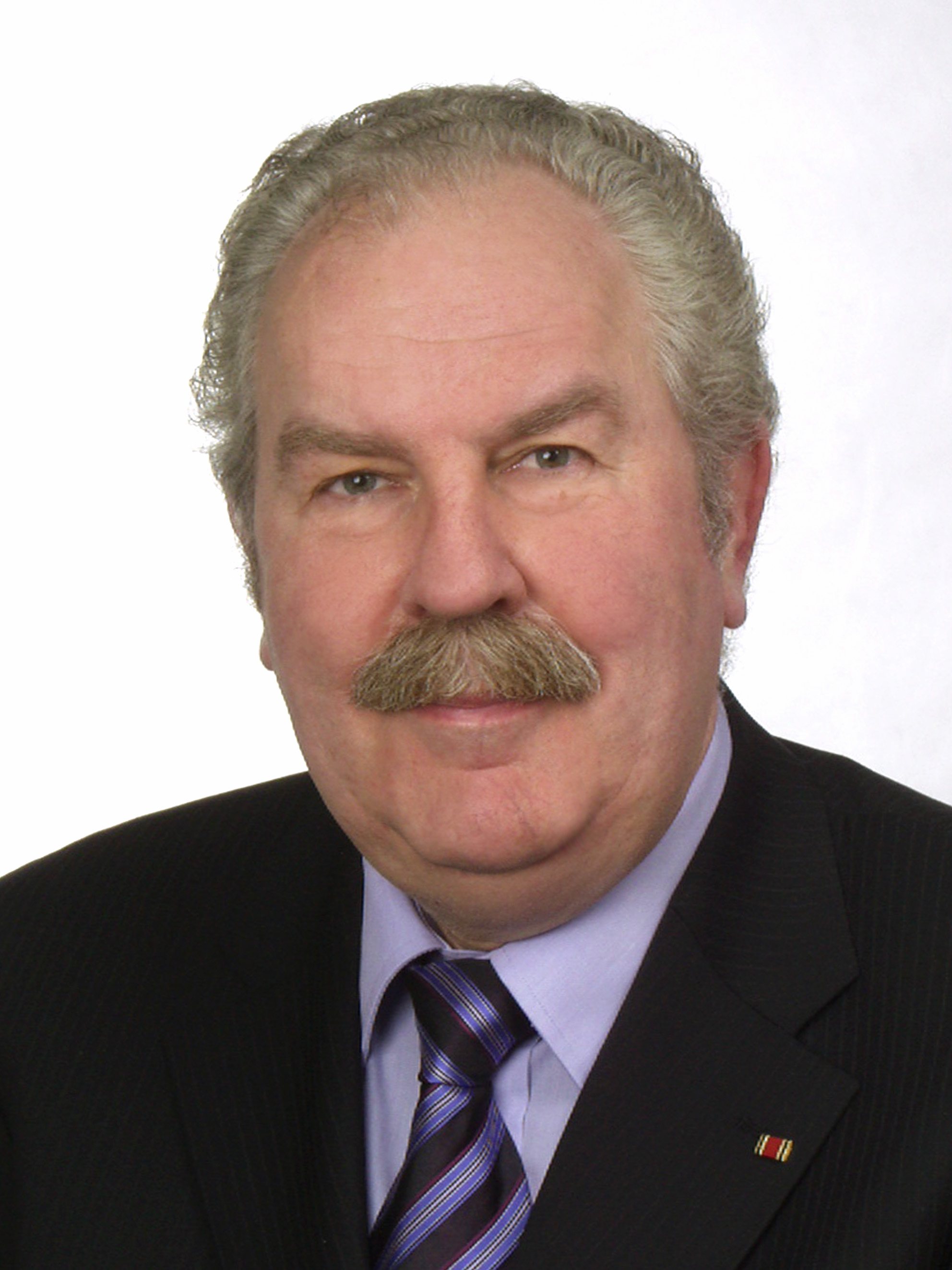
Manfred Enderle (2006)

Manfred Enderle (* 5. August 1947 in Unterfahlheim) ist ein deutscher Amateur-Mykologe. Sein offizielles botanisches Autorenkürzel lautet „Enderle“.

## Leben
Als Autodidakt gründete Enderle 1976 in Ulm die Arbeitsgemeinschaft Mykologie. Er veröffentlichte über 100 mykologische Arbeiten in deutschen und internationalen Fachzeitschriften und verfasste einen der umfassendsten mykologischen Bände: Die Pilzflora des Ulmer Raumes. Dort werden knapp 2.800 Pilzarten beschrieben. Zu seinen besonderen wissenschaftlichen Leistungen zählen die Erstbeschreibungen von 26 neuen Pilzarten.
Enderle lebt in Riedheim. Er ist verheiratet und hat zwei Söhne.

## Ehrungen
- Landespreis für Heimatforschung Baden-Württemberg
- Umweltpreis des Landkreises Günzburg
- Adalbert-Ricken-Preis der Deutschen Gesellschaft für Mykologie
- Anton-de-Bary-Preis der Regensburgischen Botanischen Gesellschaft.
- Bundesverdienstkreuz am Bande (29.  Februar 1988)[2]
- 7-Schwaben-Medaille des Bezirks Schwaben
- Namenspate von Enderles Rötling (Entoloma enderlei)[3]
- Namenspate von Enderles Samthäubchen (Conocybe enderlei)[4]
- Gründer und Ehrenvorsitzender der Arbeitsgemeinschaft Mykologie Ulm e .V. (AMU), www.amu-pilze.de
- Ehrenmitglied des Vereins für Naturwissenschaft und Mathematik in Ulm e. V.
- Ehrenmitglied des Ravenna Pilzvereins (Italien)

## Veröffentlichungen
- Pilze auf Holz: Speisepilze, Holzzersetzer, Baumschädlinge. Franckh, Stuttgart 1980, 128 S., ISBN 3-440-04823-3.
- Die Pilzflora des Ulmer Raumes. Verein für Naturwiss. und Mathematik, Ulm 2004, Süddeutsche Verlagsgesell., 541 S., ISBN 3-88294-336-X.
- Polyporales, Poriales, Inocyben, Pyrenomyceten, Ulmer Pilzflora 1979–83, ca. 200 S.
- Risspilze (Inocyben) – 4. Beitrag zur Kenntnis der Ulmer Pilzflora. Mitteilungen des Vereins für Naturwissenschaft und Mathematik Ulm 31, von M. Enderle & J. Stangl (mit Farbfotos).
- Nachtwanderer. Gmeiner, Meßkirch, 2006, ISBN 978-3-89977-683-6.
- Der Nachtwanderer, Verlag DeBehr, 2016, 3. überarbeitete Auflage, 263 S., ISBN 9783957532725.
- Liebe, Kneipe und Natur, Gedichteband von M. Enderle & R.F. Kuttler, 90 S., Wiesenburg-Verlag, 2009, ISBN 978-3-940756-62-6.
- Gedichte aus dem Donautal. Gedichteband, 90 S., Wiesenburg-Verlag, 2008, ISBN 978-3-940756-05-3.
- Gedichte aus dem Ulmer Winkel, mit 10 Lyrikern, herausgegeben von M. Enderle, 159 S., Gerhard-Hess-Verlag, 2010, ISBN 978-3-87336-362-5.
- Anthologie 2011, Gedichte und Geschichten von 15 Autoren des Günzburger Autoren-Vereins, zusammengestellt und lektoriert von M. Enderle, 222 S., Gerhard Hess Verlag, 2011.